# Serena Amato
Serena Amato, född den 10 september 1974 i Olivos, Argentina är en argentinsk seglare.
Hon tog OS-brons i europajolle i samband med de olympiska seglingstävlingarna 2000 i Sydney.